# TIM TV
TIM TV è stata una piattaforma televisiva commerciale per la televisione mobile offerta fin dall'inizio a pagamento da Telecom Italia, per poi diventare gratuita ed essere infine soppressa in maniera definitiva. La piattaforma era disponibile esclusivamente in Italia e riservata ai clienti TIM. Telecom Italia ha annunciato la chiusura del servizio dal 31 dicembre 2010.

## Servizi televisivi
TIM TV offriva i seguenti servizi televisivi:
- Canale 5
- Italia 1
- LA7
- MTV
- Premium Calcio 1-2-3-4

Tali canali erano diventati gratuiti dal 1º novembre 2009.